# Strokkur
Strokkur là một mạch nước phun trong khu vực địa nhiệt bên cạnh sông Hvítá ở Iceland ở phía tây nam của quốc gia này, phía đông của Reykjavík. Đây là một trong những mạch nước phun nhất của Iceland, phun trào khoảng mỗi 4-8 phút phun cao 15 – 20 m, có khi phun cao lên đến 40 m. Strokkur là một phần của khu vực địa nhiệt Haukadalur, nơi có các địa điểm có đặc tính địa nhiệt khác như bể bùn, lỗ phun khí, trầm tích tảo, và mạch nước phun khác bên cạnh và xung quanh nó, chẳng hạn như Geysir.
Strokkur và khu vực xung quanh là một điểm thu hút du khách tham quan cảnh quan mạch nước phun.

## Hình ảnh

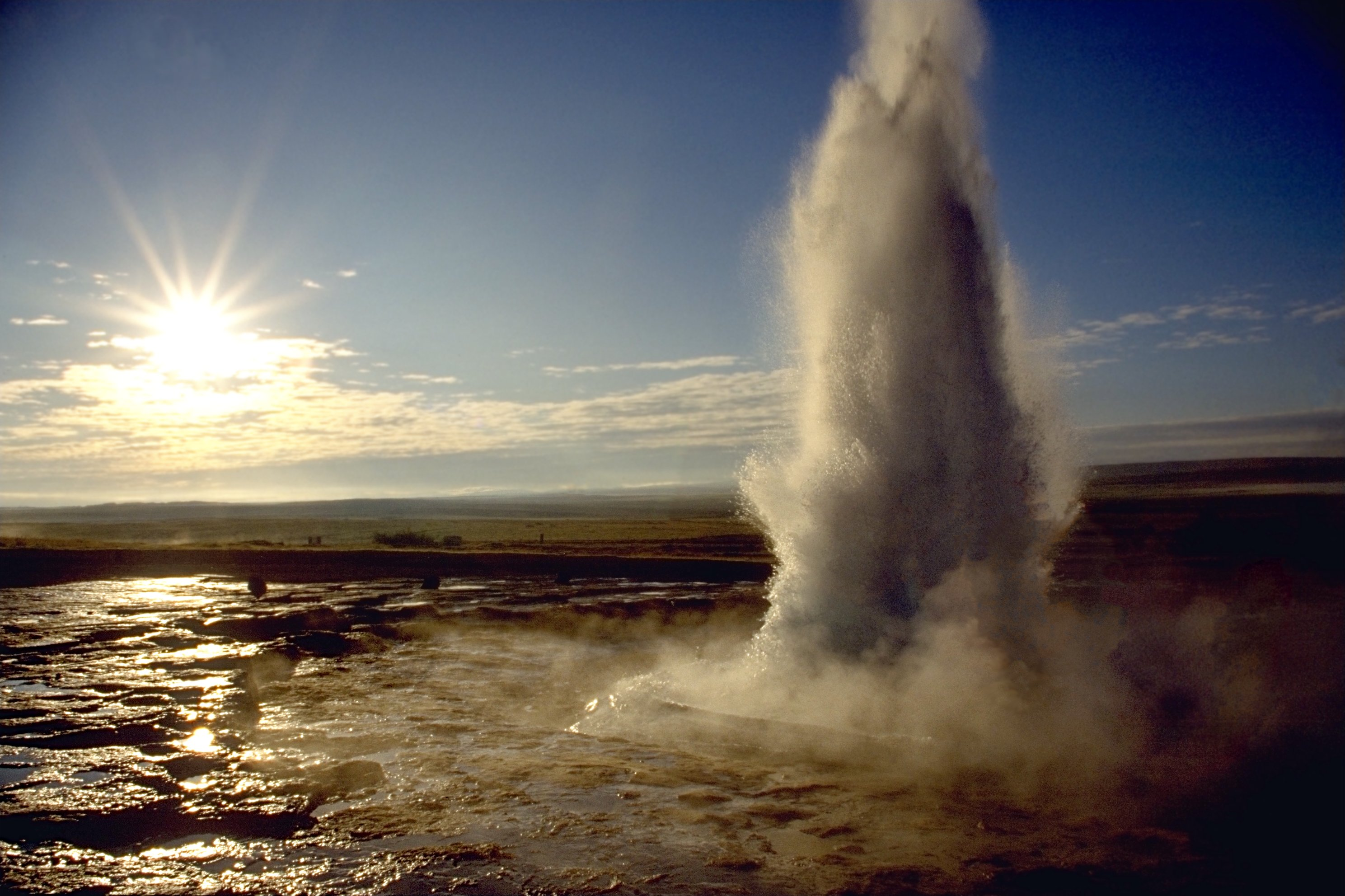
1996
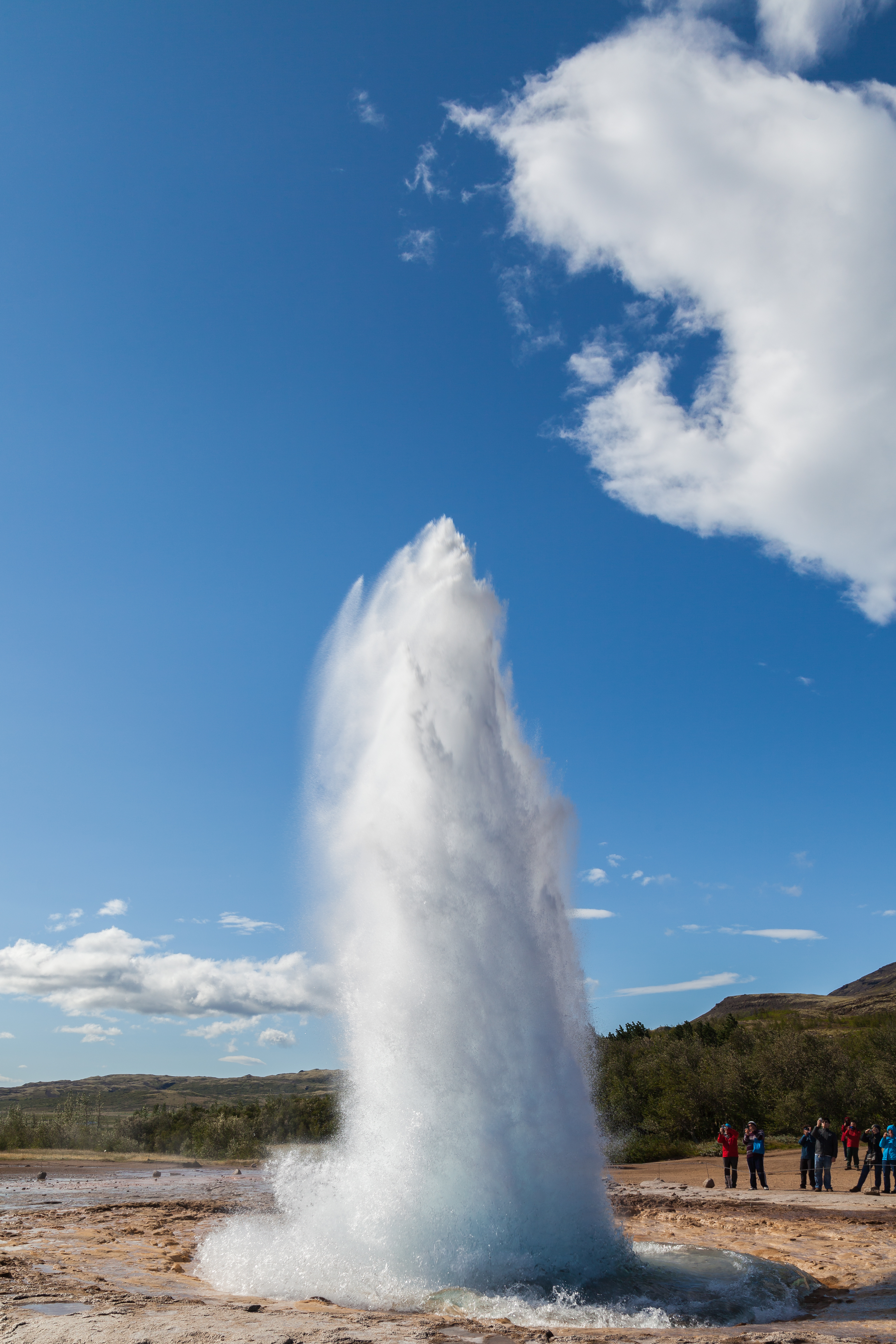
2014